# Zurlindeninsel
Die Zurlindeninsel ist eine künstlich geschaffene Flussinsel an der Aare im Kanton Aargau und zum grössten Teil ein Naturschutzgebiet. Das Schutzobjekt der IUCN-Kategorie IV ist in der Weltdatenbank geschützter Gebiete und im Bundesinventar der Amphibienlaichgebiete von nationaler Bedeutung verzeichnet und liegt im national bedeutenden Auenschutzgebiet «Aarau-Rupperswil», einem Teilbereich des Auenschutzparks Aargau. 

## Lage

Blick von Nordosten auf die Auenlandschaft bei Aarau (1958)

Das Reservat mit der Grösse von gut 17 Hektar liegt auf 360 m ü. M. und erstreckt sich über den grössten Teil der Landfläche, die im Gebiet der Stadtgemeinde Aarau zwischen dem alten Flussbett der Aare und dem Werkskanal des Kraftwerks Rüchlig liegt. Der obere Teil der langgezogenen Insel entstand am Rand der Flussaue nördlich von Aarau in den 1880er Jahren beim Bau des ersten Kraftwerks an diesem Flussabschnitt durch Zurlinden & Co. Deren Nachfolgeunternehmen Jura-Cement-Fabriken kaufte 1902 der Ortsbürgergemeinde Aarau das Areal ab, das seither «Zurlindeninsel» genannt wird. Mit einer neuen Kraftwerkskonzession konnte das Unternehmen den Unterwasserkanal um einen Kilometer bis unterhalb der Mündung der Suhre in die Aare verlängern und ein Stauwehr im korrigierten Fluss errichten, um das Gefälle beim Maschinenhaus zu vergrössern. Um 1960 wurde der Unterwasserkanal verbreitert.
Am oberen Ende der Insel, das «Zurlindenspitz» genannt wird, weil sich dort das Gewässer in den Aarelauf und den Oberwasserkanal aufteilt, liegt ein kleiner, über den doppelten Zurlindensteg zugänglicher öffentlicher Park, der etwa 0,5 ha gross ist. Der Landschaftsarchitekt Gustav Ammann gestaltete den Platz in den 1950er Jahren mit einem einfachen Wegnetz, das an die Flussufer und zu einem Denkmal von Alfons Magg und Ernst Suter für den Industriellen Rudolf Zurlinden (1851–1932) führt.

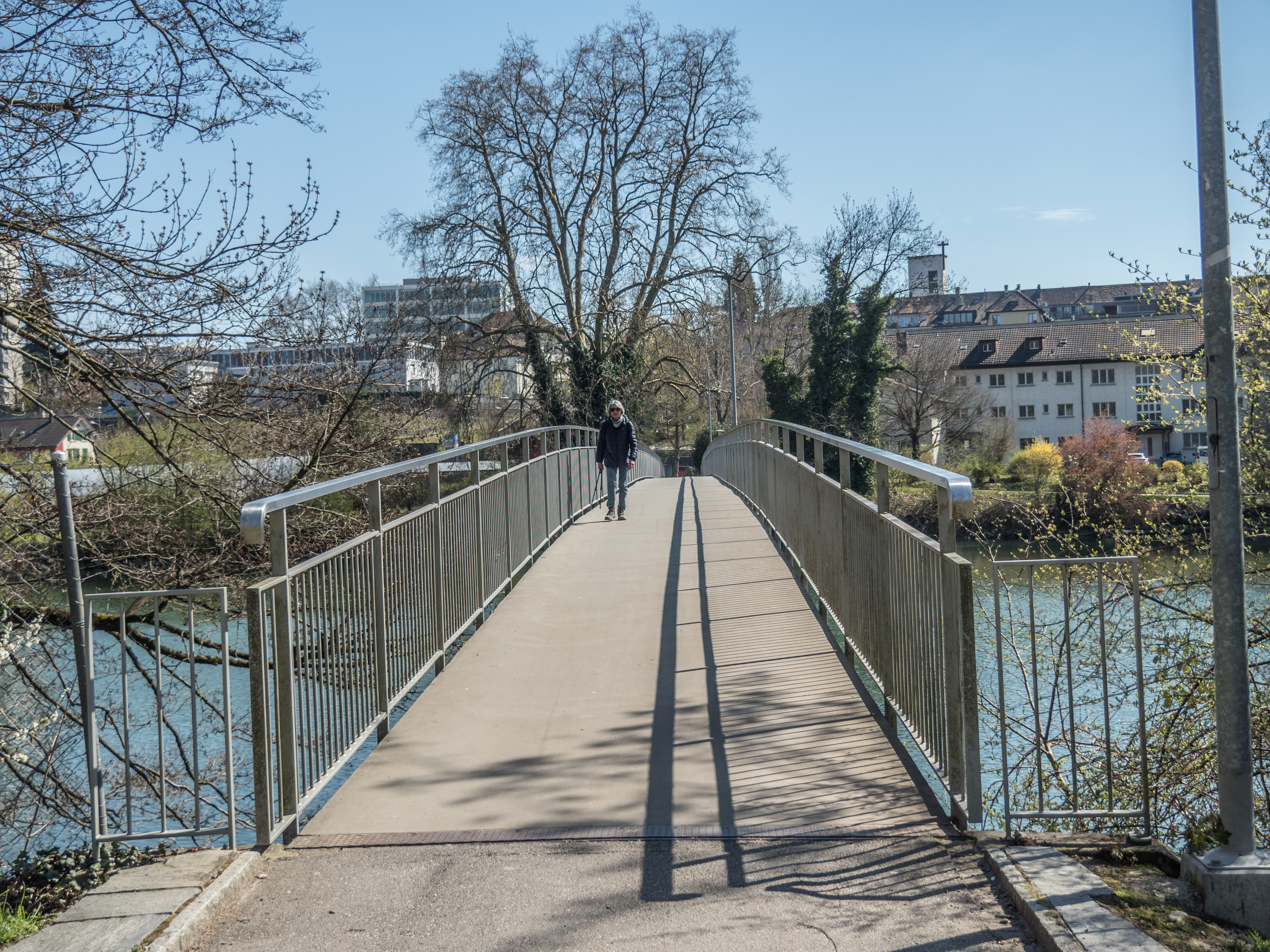
Zurlindensteg

Das ganze übrige Inselgebiet ist als privates Betriebsgelände nicht frei zugänglich. Eine Werkbrücke, die Kraftwerkbrücke und der Steg auf dem Stauwehr führen zur Insel (siehe Liste der Flussinsel-Brücken in der Schweiz und Liste der gedeckten Brücken in der Schweiz).
Bei Hochwasser in der Aare stehen einige Uferstreifen der Zurlindeninsel unter Wasser. Wegen einer besonders starken Hochwasserwelle im August 2007, die in Aarau zu einem maximalen Abfluss von 1325 Kubikmeter pro Sekunde führte, durchbrach der Fluss den schmalen mittleren Streifen der Zurlindeninsel und trennte sie in zwei Hälften. Die starke nun aufwärts fliessende Strömung im Unterwasserkanal verursachte den Totalausfall des Kraftwerks Rüchlig, worauf das gesamte Wasser der Aare östlich der Zurlindeninsel zum Stauwehr geleitet und danach ein Teil des Telliquartiers von Aarau überflutet wurde. Der Verbindungsdamm zwischen der Aare und dem Kanal wurde später wieder aufgeschüttet.

## Schutzgebiet
Die Zone nahe beim Kraftwerk ist als Grünraum rund um einige Betriebsgebäude gestaltet. Der grösste Abschnitt der Insel nordöstlich davon mit dem Schutzgebiet ist mehrheitlich von Wald bedeckt, der wohl teilweise auf den ursprünglichen Auwald an der Aare zurückgeht. Die Uferböschungen sind allerdings auf weite Strecken künstlich gestaltet und mit sogenanntem Blockwurf bzw. unbearbeiteten Steinblöcken zum Schutz vor Ablagerungen befestigt. Der Auwald wird forstlich nicht genutzt.
Das nur selten besuchte Gebiet nordöstlich des Kraftwerks ist eine wichtige, durch die breiten Gewässer geschützte Naturzone in der Agglomeration von Aarau und besonders als Lebensraum von Amphibien und Vögeln wertvoll. Das Naturinventar der Stadt Aarau von 1985 erwähnt 24 Falter und 45 Vogelarten in diesem Raum. Im national bedeutenden Amphibienlaichgebiet sind der Nördliche Kammmolch, der Wasserfrosch, der Bergmolch, der Grasfrosch, der Fadenmolch und die Erdkröte nachgewiesen. Mehrere künstlich angelegte Tümpel bieten den Amphibien geeignete Laichplätze und sind für die Libellen nützlich.
Im breiten letzten Abschnitt der Insel, der schon seit 1910 als Naturreservat ausgewiesen ist, steht ein Auwald mit Weiden und Erlen, und daneben befinden sich auf einer etwas höheren Geländestufe offene Flächen mit Magerrasen, wo neben vielen andern Pflanzen verschiedene Orchideen wie die Hummel-Ragwurz, die Spitzorchis und das Helm-Knabenkraut wachsen.